# شهرستان شون‌وو
شهرستان شونوو (به لاتین: Xunwu County) یک شهرستان‌های جمهوری خلق چین در چین است که در گانژوو واقع شده‌است.